# Лодерхил (Флорида)
Лодерхил (енгл. Lauderhill) град је у америчкој савезној држави Флорида. По попису становништва из 2010. у њему је живело 66.887 становника.

## Демографија
Према попису становништва из 2010. у граду је живело 66.887 становника, што је 9.302 (16,2%) становника више него 2000. године.
| Група             | 2000.          | 2010.          |
| Белци             | 17.014 (29,5%) | 9.148 (13,7%)  |
| Афроамериканци    | 33.840 (58,8%) | 50.751 (75,9%) |
| Азијати           | 910 (1,6%)     | 1.062 (1,6%)   |
| Хиспаноамериканци | 3.995 (6,9%)   | 4.930 (7,4%)   |
| Укупно            | 57.585         | 66.887         |